# Scaglia kraglievichorum
Scaglia kraglievichorum — викопний вид південноамериканських копитних ссавців родини астрапотерієві (Astrapotheriidae).

## Етимологія
Рід названий на честь аргентинського палеонтолога Галілео Хуана Скаглія, видова назва дана в честь теж аргентинського палеонтолога Лукаса Краглієвіча.

## Скам'янілості
Голотип MMCNT-MdP207 знайдений у провінції у провінції Ла-Плата в Аргентині.